# Kōji Takahashi
Kōji Takahashi (高橋幸治, Takahashi Kōji) né le 10 juin 1935 à Tōkamachi dans la préfecture de Niigata, est un acteur japonais.

## Biographie
Tandis qu'il est étudiant à l'université Tōyō, Kōji Takahashi sert de chauffeur à Seiji Miyaguchi, un acteur de la compagnie théâtrale Bungakuza (文学座). En 1959, il rejoint la Bungakuza et fait ses débuts dans la pièce Nippon no kotō (日本の孤島). En 1963, il apparaît pour la première fois au cinéma dans le film La Mère réalisé par Kaneto Shindō.
Il se fait connaître en interprétant les rôles d'Oda Nobunaga dans le 3e taiga drama Taikōki de la NHK en 1965 et celui du lieutenant Hayami dans la série Ohanahan de la NHK en 1966.

## Filmographie partielle

### Au cinéma
- 1963 : La Mère (母, Haha?) de Kaneto Shindō
- 1964 : Un père de 21 ans (二十一歳の父, Niju issai no chichi?) de Noboru Nakamura
- 1964 : Le Magnat (傷だらけの山河, Kizudarake no sanga?) de Satsuo Yamamoto
- 1964 : Le Fou conducteur de tanks (馬鹿が戦車でやって来る, Baka ga tanku de yatte kuru?) de Yōji Yamada
- 1965 : La Guerre des espions (異聞猿飛佐助, Ibun Sarutobi Sasuke?) de Masahiro Shinoda : Sarutobi Sasuke
- 1965 : Les Malfaisants (悪党, Akutō?) de Kaneto Shindō
- 1966 : La Fiancée des Andes (アンデスの花嫁, Andesu no hananyome?) de Susumu Hani
- 1967 : Deux épouses (妻二人, Tsuma futari?) de Yasuzō Masumura
- 1969 : Shinu ni wa mada hayai (死ぬにはまだ早い?) de Kiyoshi Nishimura
- 1970 : Sugata Sanshirō (姿三四郎?) de Kunio Watanabe
- 1970 : La Guerre et les Hommes I (戦争と人間 第一部 運命の序曲, Sensō to nigen I: Unmei no jokyoku?) de Satsuo Yamamoto
- 1971 : La Guerre et les Hommes II (戦争と人間 第二部 愛と悲しみの山河, Sensō to ningen II: Ai to kanashimino sanga?) de Satsuo Yamamoto
- 1974 : Mesu (メス?) de Masahisa Sadanaga
- 1974 : Okita Sōji (沖田総司?) de Masanobu Deme
- 1980 : Un océan à traverser (天平の甍, Tenpyō no iraka?) de Kei Kumai
- 1981 : Rengo kantai (連合艦隊?) de Shūe Matsubayashi
- 1988 : Teito monogatari (帝都物語?) d'Akio Jissōji : Kōda Rohan
- 1989 : Godzilla vs Biollante (ゴジラvsビオランテ, Gojira tai Biorante?) de Kazuki Ōmori : Dr Shiragami

### À la télévision
- 1965 : Taikōki (太閤記?) : Oda Nobunaga
- 1966 : Ohanahan (おはなはん?) : lieutenant Hayami
- 1969 : Ten to chi to (天と地と?) : Takeda Shingen
- 1974 : Tange Sazen (丹下左膳?)[2] : Tange Sazen (série télévisée - 15 épisodes)
- 1995 : Hiroshima de Koreyoshi Kurahara et Roger Spottiswoode

## Distinctions
- 1963 : Élan d'or de la révélation de l'année (en)